# Concorrenza sleale
Concorrenza sleale é uma produção ítalo-francesa de 2001, dirigida por Ettore Scola.

## Sinopse
O filme se passa em 1938, e trata de dois comerciantes do ramo de vestuário: Umberto (Diego Abatantuono) e Leone (Sergio Castellitto) que tem lojas na mesma rua. Umberto é católico e vende roupas sob medida, Leone é judeu e vende produtos manufaturados a preços mais baixos. Os dois são rivais durante muito tempo, até o início do antissemitismo na Itália, que muda a situação da concorrência.
Ambientado durante o regime fascista dos anos 30, o filme aborda o período da privação dos direitos dos judeus na Itália.